# Доменіко Сканделла
Доменіко Сканделла, або Меноккіо (італ. Domenico Scandella; 1532, Монтереале, Італія — 1599, Порденоне, Венеційська Республціка) — був мельником з Монтереале, якого Римська інквізиція засудила до страти через його єретичні релігійні погляди, за що його 1599 року було спалено живцем. Про життя та релігійні вірування Меноккіо відомо з записів інквізиції, і саме на них у своїх творах звертають увагу: Карло Гінзбург у книзі "Сир та черви"(1976), Ліліан Гаррет-Гроуг у своїй виставі "Меноккіо"(2002) та Альберто Фасуло у фільмі "Єретик Міноккіо" (2018).

## Біографія
Його батьками були Зуане і Менега. Більшу частину свого життя він прожив у Монтереале, за винятком двох років, коли його вигнали з міста за бійки.
Оскільки він був грамотним за життя він прочитав багато історичних та релігійних творів, на основі яких він розвив свої релігійні погляди, які суттєво відрізнялися від католичної ортодоксії того часу.
Вперше його засудили за єресь у 1583 році. Провівши 20 місяців в тюрмі в Конкордії, в 1586 він вийшов на волю та заявляв, що виправився. Меноккіо залишився під домашнім арестом і вимушений був носити на своєму одязі емблему палаючого хреста як видимий знак своїх злочинів. В 1598 він був повторно заарештований, як єретик, який пропагував свої вірування. В 1599 році його було оголошено єресіархом і засуджено до страти шляхом спалення.

## Погляди
Під час суду він стверджував, що єдиний гріх - це завдати шкоди ближньому і що богохульство не завдає шкоди нікому, крім самого богохульника. Він також сказав, що Ісус був народжений людиною, а отже Марія не була незайманою, що Папа не мав влади, даної йому від Бога, а просто втілював якості доброї людини, також він говорив про те, що Христос не помер, щоб «спокутувати гріхи людства».

### Погляди на обряди
Серед висунутих йому численних звинувачень у богохульстві також було звинувачення у суперечності вченню Церкви про чистилище. Вікарій Маро запитав Меноккіо, чи правду він сказав, що меси за померлих марні? Меноккіо відповів: «Я мав на увазі, що ми повинні дбати про допомогу один одному, поки ми ще в цьому світі, тому що потім Бог є тим, хто керує душами; молитви, милостиня та меси, які відносяться за померлих, здійснюються, як я це розумію, з любові до Бога, який тоді робить, як йому заманеться, тому що душі не приходять, щоб взяти ті молитви та милостиню, і це належить величі Бога- отримати ці добрі справи або на благо живих, або мертвих. У додатковій критиці Церкви Меноккіо заявив, що він відкидає всі таїнства, включаючи хрещення, як людські винаходи та звичайний «товар», інструменти експлуатації та гноблення в руках духовенства. Він заявив: «Я вважаю, що закон і заповіді Церкви - це справа бізнесу, і вони цим заробляють на життя». Стосовно хрещення він сказав: «Я вірю, що як тільки ми народжуємося, ми хрестимося, тому що Бог, який благословив усе, хрестив нас; але це інше хрещення є винаходом, і священики починають поглинати душі ще до того, як вони народжуються. народилися і продовжують пожирати їх навіть після їхньої смерті». Щодо підтвердження він сказав: «Я вірю, що це бізнес, винахід людей, усі з яких мають Святий Дух; вони прагнуть знати, але нічого не знають». Стосовно шлюбу він сказав: «Це встановив не Бог, а люди. Раніше чоловік і жінка обмінювалися обітницями, і цього було достатньо; пізніше пішли ці вигадки людства».

### Погляди на духовенство
З лютим спалахом проти своїх суддів він проголосив: «Ви, священики та ченці, теж хочете знати більше, ніж Бог, і ви подібні до диявола, і хочете стати богами на землі, і знати стільки ж, як Бог, ідучи слідами диявола. Насправді, чим більше хтось думає, що він знає, тим менше він знає».Стосовно священства він сказав: «Я вірю, що дух Божий живе в кожному з нас... і я також вірю, що кожен, хто навчався, може стати священиком, не будучи висвяченим, тому що це все бізнес».

#### Погляди на багатства духовенства
Далі Меноккіо сказав: «І мені здається, що за нашим законом папа, кардинали та єпископи настільки значні та багаті, що все належить церкві та священикам, і вони пригнічують бідних, які, якщо оброблять два орендованих поля- це будуть поля, які належать Церкві, якомусь єпископу чи кардиналу».

### Погляди на судову систему
28 квітня він почав із засудження того, як багаті тиранували бідних у судах, використовуючи таку незрозумілу мову, як латинь: «Я вважаю, що розмовляти латиною є зрадою бідних, тому що в судових процесах бідні не знають, що говорять, якщо вони хочуть сказати чотири слова- їм потрібен адвокат».Далі він критикував Церкву та судові процеси, заявивши: «Бог дав Святого Духа всім, християнам, єретикам, туркам і євреям; і Він усіх їх любить, і всі вони спасенні в той самий спосіб."